# أندريه يرمولينكو
أندريه يرمولينكو فنان أوكراني، مصمم ورسام توضيحي، وهو المدير الفني لمجلة "الأسبوع الأوكراني".
يُعرف في أوكرانيا بتصميمه شعارات "ألوان أوكرانيا الموحدة" غير الرسمية لأكبر مدن البلاد، وطوابع بريدية لمئات من جنود الميدان الأوروبي وقوة عملية القوات المشتركة.